# Notalgia paraesthetica
Als Notalgia paraesthetica (von Notalgia „Rückenschmerz, Notalgie“) wird in der Dermatologie eine Form chronischen Juckreizes am Rücken bezeichnet. Die meist neben der Wirbelsäule auftretende Missempfindung wird als neuropathischer Pruritus erklärt, also eine durch Schädigung der den Juckreiz leitenden Afferenzen im Bereich der peripheren Nerven oder des Rückenmarks entstandene Störung. Als Folge ständigen Kratzens oder Reibens kann eine Veränderung (Lichenifikation) und Verfärbung (Hyperpigmentierung) der Haut auftreten. Eine weitere Erklärung ist die Reizung der Rami dorsales der Nn. intercostales Th2 bis Th6, die die paraspinale Muskulatur und die darüber liegende Haut versorgen. Dies führt zu einem Spasmus der Muskulatur und auch zu einem Juckreiz in eben diesem Gebiet.
Therapeutisch werden Lokalanästhetika wie Benzocain, Kampfer oder Lidocain eingesetzt. Einzelfallberichte beschreiben auch eine sehr gute Wirksamkeit von lokal angewendetem Capsaicin, einem Vanilloid-Alkaloid, das eine Desensibilisierung der sensorischen Nervenfasern und Unterbrechung der Weiterleitung von Juckreiz und Brennschmerz bewirken kann. Bei der Nervenreizung empfiehlt sich eine chiropraktische Behandlung der entsprechenden Segmente Th2 bis Th6.